# Angelos Argyris
Angelos Argyris (griechisch Άγγελος Αργύρης, * 6. Mai 1994 in Volos) ist ein griechischer Fußballspieler.

## Karriere
Argyris wechselte 2014 aus der U-20 in die 1. Mannschaft von Niki Volos. In seiner ersten Spielzeit kam er auf zwei Einsätze in der 2. griechischen Liga, der Football League. Am Ende der Spielzeit stand der Aufstieg in die Super League fest. Sein Debüt in der 1. Liga gab er am 13. September 2014, dem 3. Spieltag. Bei der 1:3-Niederlage gegen PAOK Thessaloniki stand er in der Startelf.
Nachdem der Verein am 23. Januar 2015 die Teilnahme am Spielbetrieb aus finanziellen Gründen eingestellt hatte, wechselte Argyris am 2. Februar 2015 nach Deutschland, zur 2. Mannschaft von Werder Bremen in die Regionalliga Nord. Nach dem Erfolg in der Relegation gegen Borussia Mönchengladbach II stand für ihn erneut ein Aufstieg fest. In der 3. Liga gab er beim 2:1-Auswärtssieg gegen den FC Hansa Rostock am 25. Juli 2015, dem 1. Spieltag, sein Debüt. Argyris kam in der 77. Spielminute für Julian von Haacke in die Partie. Nach der Saison 2015/16 verließ er Werder II.
Von Juli bis September 2016 war Argyris vereinslos. Am 13. September 2016 wechselte er in die Regionalliga Nord zum ETSV Weiche Flensburg. Hier erhielt er einen Vertrag bis zum 30. Juni 2017. Anschließend zog es Argyris nach Polen zu Korona Kielce in die Ekstraklasa. Argyris verließ den Verein im Januar 2018 und war bis Juli 2018 vertragslos. Im Juli 2018 unterschrieb er einen Vertrag beim VfB Oldenburg. Nach nur einer Spielzeit wechselte er im Juli 2019 innerhalb der Regionalliga Nord zum Ligakonkurrenten SC Weiche Flensburg 08.
Im September 2020 schloss er sich dem griechischen Drittligisten Niki Volou an. Er absolvierte insgesamt 14 Spiele in der Gamma Ethniki, der dritthöchsten Spielklasse in Griechenland für Niki Volou. Am 30. August 2021 kehrte Argyris nach Deutschland zurück und schloss sich dem BSV Schwarz-Weiß Rehden in der Regionalliga Nord an. Mit dem Verein konnte er in der Spielzeit 2021/2022 den Niedersachsenpokal gewinnen, im Finale (18. Mai 2022) schlug er mit dem BSV den SV Meppen mit 1:0. Der Sieg ermöglichte die Teilnahme am DFB-Pokal 2022/23. In der 1. Hauptrunde traf Argyris mit dem BSV auf den SV Sandhausen, welcher zu diesem Zeitpunkt in der 2. Bundesliga spielte. Die Partie fand am 31. Juli 2022 statt und endete mit einer 0:4-Niederlage gegen Sandhausen. Argyris absolvierte die kompletten 90. Minuten und sah in der 52. Spielminute die Gelbe Karte.
Seit Januar 2023 steht Argyris in Griechenland beim AS Agia Anna unter Vertrag.

## Erfolge
- Aufstieg in die Super League: 2014
- Aufstieg in die 3. Liga: 2015
- Niedersachsenpokal-Sieger: 2022